# Kanton Sauzé-Vaussais
Kanton Sauzé-Vaussais (fr. Canton de Sauzé-Vaussais) je francouzský kanton v departementu Deux-Sèvres v regionu Poitou-Charentes. Skládá se z 12 obcí.

## Obce kantonu
- Caunay
- La Chapelle-Pouilloux
- Clussais-la-Pommeraie
- Les Alleuds
- Limalonges
- Lorigné
- Mairé-Levescault
- Melleran
- Montalembert
- Pers
- Pliboux
- Sauzé-Vaussais